# Liste der Kulturdenkmale in Hausdorf (Kamenz)
In der Liste der Kulturdenkmale in Hausdorf sind die Kulturdenkmale des Kamenzer Ortsteils Hausdorf verzeichnet, die bis Juli 2017 vom Landesamt für Denkmalpflege Sachsen erfasst wurden (ohne archäologische Kulturdenkmale). Die Anmerkungen sind zu beachten.

## Hausdorf
| Bild           | Bezeichnung                                                                                           | Lage                                 | Datierung                 | Beschreibung | ID       |
| -------------- | --- | ------------------------------------ | ------------------------- | --- | -------- |
|                | Wegestein                                                                                             | (Ortsausgang Nordwest) (Karte)       | 19. Jahrhundert           | Verkehrsgeschichtlich von Bedeutung | 09253432 |
|                | Mord- und Sühnekreuz                                                                                  | Cunnersdorfer Straße 6 (bei) (Karte) | 15.–17. Jahrhundert       | Ortsgeschichtlich von Bedeutung | 09253433 |
| Weitere Bilder | Gasthof mit Wohnhaus, Anbau mit Tanzsaal, drei Seitengebäude und Torbogen in der südöstlichen Hofecke | Parkgasse 2b (Karte)                 | 2. Hälfte 19. Jahrhundert | Wohnhaus Putzbau mit Drempel und Walmdach, baugeschichtlich und ortsgeschichtlich wichtiges Ensemble, das den Ortskern bestimmt. Wohnhaus Granitgewände, Sprossenfenster, Anbau Gasthaus mit Tanzsaal 1918, drei Seitengebäude massiv, zwei Seiten verbunden durch gemauerten Torbogen, ein Seitengebäude mit Arkatur und Dachreiter mit Uhr, laut ALK-Daten besitzt der Gasthof nur Hausnummer 2b. | 09253431 |

## Tabellenlegende
- Bild: Bild des Kulturdenkmals, ggf. zusätzlich mit einem Link zu weiteren Fotos des Kulturdenkmals im Medienarchiv Wikimedia Commons. Wenn man auf das Kamerasymbol klickt, können Fotos zu Kulturdenkmalen aus dieser Liste hochgeladen werden:
- Bezeichnung: Denkmalgeschützte Objekte und ggf. Bauwerksname des Kulturdenkmals
- Lage: Straßenname und Hausnummer oder Flurstücknummer des Kulturdenkmals. Die Grundsortierung der Liste erfolgt nach dieser Adresse. Der Link (Karte) führt zu verschiedenen Kartendiensten mit der Position des Kulturdenkmals. Fehlt dieser Link, wurden die Koordinaten noch nicht eingetragen. Sind diese bekannt, können sie über ein Tool mit einer Kartenansicht einfach nachgetragen werden. In dieser Kartenansicht sind Kulturdenkmale ohne Koordinaten mit einem roten bzw. orangen Marker dargestellt und können durch Verschieben auf die richtige Position in der Karte mit Koordinaten versehen werden. Kulturdenkmale ohne Bild sind an einem blauen bzw. roten Marker erkennbar.
- Datierung: Baubeginn, Fertigstellung, Datum der Erstnennung oder grobe zeitliche Einordnung entsprechend des Eintrags in der sächsischen Denkmaldatenbank
- Beschreibung: Kurzcharakteristik des Kulturdenkmals entsprechend des Eintrags in der sächsischen Denkmaldatenbank, ggf. ergänzt durch die dort nur selten veröffentlichten Erfassungstexte oder zusätzliche Informationen
- ID: Vom Landesamt für Denkmalpflege Sachsen vergebene, das Kulturdenkmal eindeutig identifizierende Objekt-Nummer. Der Link führt zum PDF-Denkmaldokument des Landesamtes für Denkmalpflege Sachsen. Bei ehemaligen Kulturdenkmalen können die Objektnummern unbekannt sein und deshalb fehlen bzw. die Links von aus der Datenbank entfernten Objektnummern ins Leere führen. Ein ggf. vorhandenes Icon  führt zu den Angaben des Kulturdenkmals bei Wikidata.